# Maytenus distichophylla
Maytenus distichophylla är en benvedsväxtart som beskrevs av Carl Friedrich Philipp von Martius och Reiss. Maytenus distichophylla ingår i släktet Maytenus och familjen Celastraceae. Inga underarter finns listade.